# Cere (gmina Sveta Nedelja)
Cere – wieś w Chorwacji, w żupanii istryjskiej, w gminie Sveta Nedelja. W 2011 roku liczyła 26 mieszkańców.